# Толь, Хендрик Отто ван

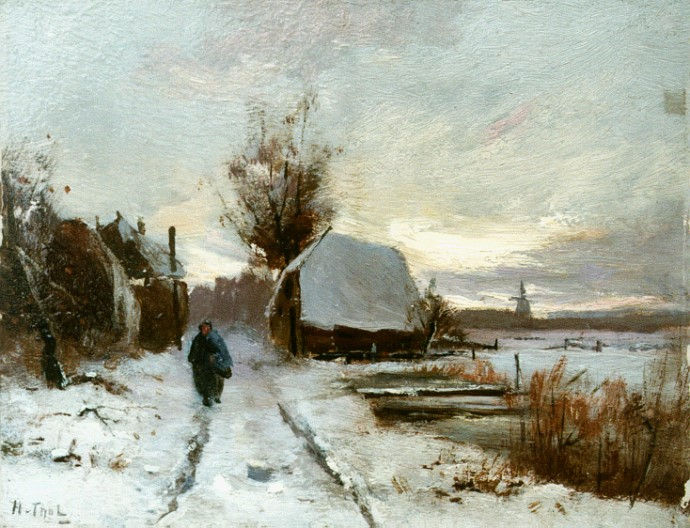
Зимний пейзаж

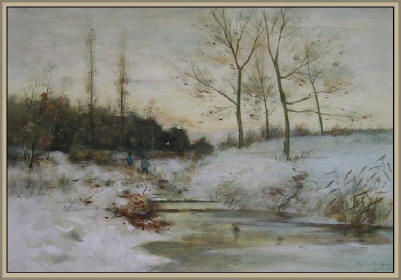
Зимняя охота

Хендрик Отто ван Толь (Тол) (нидерл. Hendrik Otto van Thol; 28 декабря 1859, Гаага — 11 июля 1902, там же) — голландский художник и рисовальщик.

## Биография
Сын виноторговца.
Окончил Королевскую академию искусств в Гааге. В 1892 году получил награду из рук королевы. Участвовал в написании панорамы «Новая Земля» (1881).
Автор натюрмортов, пейзажист, картин со сценами с животными. Наиболее известен своими зимними пейзажами. Акварелист, панорамист, живописец.
Погиб в результате дорожно-транспортного происшествия: упал со своего велосипеда под трамвай.